# Košťálov (okres Semily)
Obec Košťálov se nachází v okrese Semily v Libereckém kraji. Je největší obcí v mikroregionu Pojizeří. Žije zde přibližně 1 600 obyvatel.

## Historie
- První zmínka o místě je z roku 1361[4] (podle jiných zdrojů 1374[5]); v této době si Valdštejnové postavili hrad Košťál. Jméno hradu přešlo na obec později a podle obce je naopak nově jmenován hrad.
- Ze 14. století je také původně gotický kostel sv. Jakuba[5] (plebánie zmíněna k r. 1350[6]).
- Při sčítání v roce 1890 měla ves Košťálov (bez později připojených obcí) 826 obyvatel (z toho 810 Čechů, 16 Němců), 128 domů, dvoutřídní školu, pískovcové lomy, cihelnu, 2 mlýny a provozovalo se zde tkalcovství.[6]
- 19. května 1895 byl v obci založen hasičský sbor (první stříkačka byla za 800 zlatých zakoupena již o dva roky dřív zároveň se vznikem zakládajícího správního výboru hasičského sboru).
- Počátkem 20. století došlo k rozvoji obce v souvislosti se zakládáním textilních továren.
- V roce 1923 byla v obci zahájena těžba melafyru. Téhož roku byl založen oddíl žen hasičského sboru o počtu 14 členek.
- V roce 1936 byl založen samostatný hasičský sbor Valdice-Kamínka.
- V roce 1942 bylo v obci postaveno koupaliště (kvůli válce a souvisejícím hospodářským problémům bylo deklarováno jako nádrž pro plavení koní).
- Mezi roky 1957–1964 probíhala stavba nové hasičské zbrojnice.
- Od roku 1999 je jako největší obec členem mikroregionu Pojizeří.
- V roce 2000 obdržel Košťálov ocenění Vesnice roku Libereckého kraje. Od téhož roku je členem svazku měst a obcí Krkonoše.
- Od 25. března 2005 používá obec znak a vlajku.

### Vývoj po roce 2005
Obec žije bohatým kulturním životem, a to především díky místním spolkům. Častým cílem návštěvníků je koupaliště s autokempem, které je považováno za jedno z nejhezčích v regionu. Některé části obce jsou též hojně využívány k rekreaci. Bylo rekonstruováno hřiště a postaveny nové tribuny, vybudováno centrum volného času, rekonstruována budova obecního úřadu, sokolovny a školy, vznikl plán na výstavbu obecní kanalizace, která se má stát největším projektem v následujících letech (uvedeno 2020).

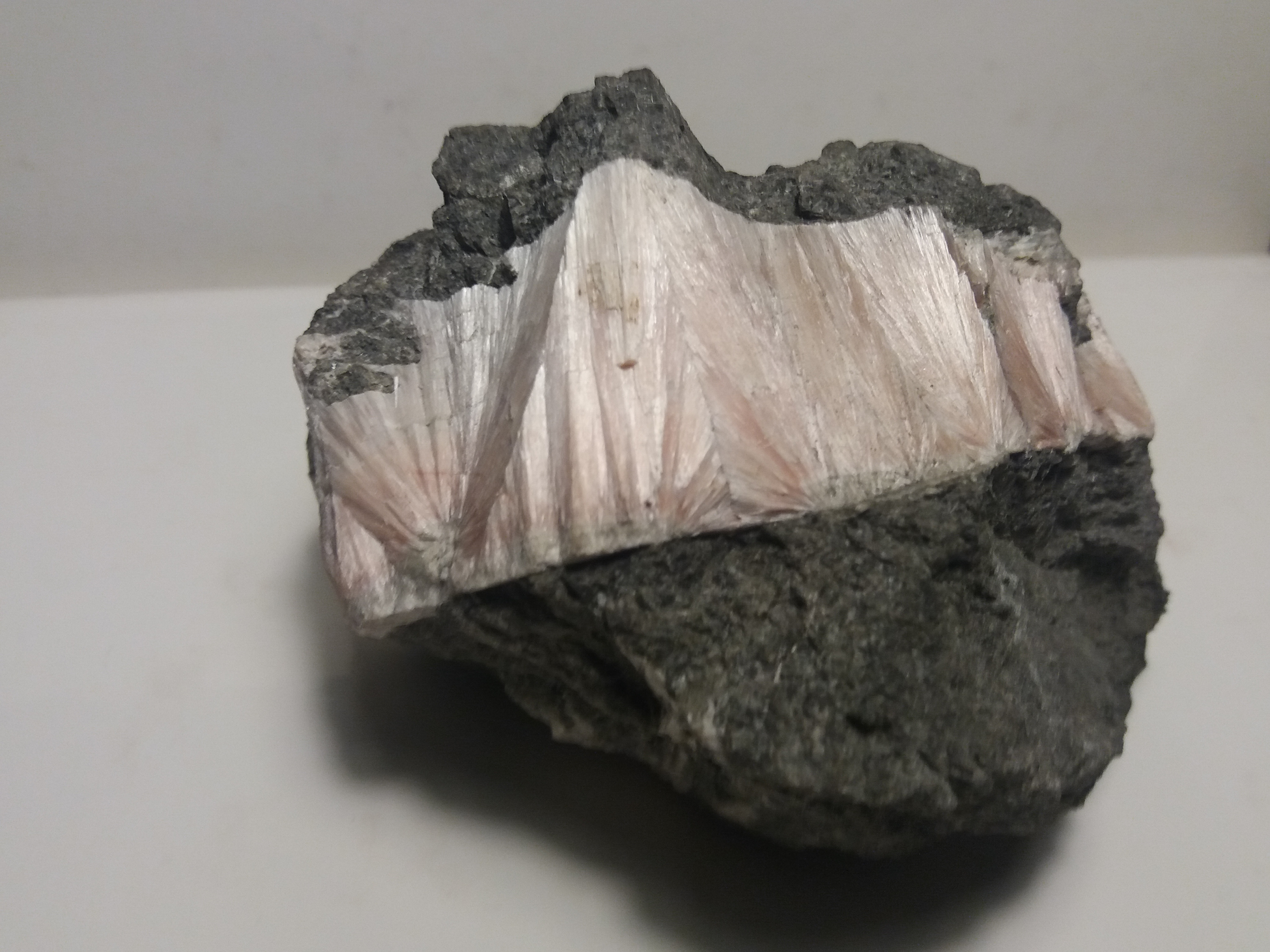
Pektolit z Želechovského údolí

Rychlý rozvoj obce je možný i díky skládce komunálního odpadu, ze které jdou značné příjmy do obecní pokladny. Melafyrový lom a skládka se nacházejí ve spodní části obce v Želechovském údolí. Lom přitahuje zájem sběratelů nerostů žilných výplní a drúz v melafyru (pektolit).

## Obyvatelstvo
- 1061 v r. 1869, vlastní ves Košťálov bez později připojených obcí 785[4]
- 2427, resp. 1280 v r. 1950[4]
- 1985, resp. 1494 v r. 1970[4]

## Kulturní a přírodní památky
- Hrad Košťálov – zbytky zříceniny původního hradu Košťál ze 14. století (pustý již roku 1514).
- Kostel sv. Jakuba Většího – původně gotický kostel ze 14. století byl roku 1717 barokně přestavěn; má plochostropou loď, na kazatelně obrazy evangelistů z konce 17. století, věž z roku 1722 a dva zvony, z nichž starší z roku 1378 se řadí mezi nejstarší v ČR.
- Kalvárie před kostelem z 1. pol. 19. stol.[5]
- Kovářův mlýn – chráněné území v malém lomu na levém břehu říčky Olešky o rozloze pouhých 0,3 ha, regionálně významné paleontologické naleziště.
- Kovářův mlýn – ze mlýna s mansardovou střechou (postavený roku 1815, zbořený 1980) zůstal jen portál, dílo Jana Culíka, umístěný v Muzeu a Pojizerské galerii v Semilech.
- Janatův mlýn č.p. 63
- Lípa velkolistá zvaná Grafkova u domu č. p. 17 s obvodem kmene 620 cm. Dalších devět lip, rostoucích na návsi, je starších 100 let.
- Dvě borovice lesní (jedna u č. p. 126, druhá u polní cesty) byly vyhlášeny chráněnými přírodními útvary.

## Části obce
- Košťálov
- Čikvásky
- Kundratice
- Valdice

## Spolky působící v obci
- FK Košťálov (web Archivováno 25. 10. 2020 na Wayback Machine.)
- SDH Košťálov (web)
- SDH Kundratice (web)
- MO ČRS Košťálov (web)
- TJ Sokol Košťálov (web)
- TJ Sokol Kundratice (web)
- Myslivecké sdružení Skalice (web)
- Český zahrádkářský svaz – místní organizace Košťálov (web)
- Výtvarná skupina Košťál (web Archivováno 31. 1. 2011 na Wayback Machine.)
- Dechová hudba Táboranka (web)

## Osobnosti spjaté sobcí
- Věra Řepková (1910–1990) – klavírní virtuozka
- Jindřich Kolowrat-Krakowský (1897–1996) – politik
- Vlastislav Housa (1932–2004) – výtvarník (medailér)
- Ing. arch. František Skřípek (* 1923) – akademický architekt, kulisový výtvarník (ČT Praha)
- Jaroslav Klápště (1923–1999) – malíř a grafik
- František Vancl (1911–1974) – pilot RAF